# Niskayuna (város, New York)
Niskayuna egy amerikai város, mely New York állam Schenectady megyéjében található. A település lakosságszáma 2010-ben 21 781 fő volt. A helyiség Schenectady megye délkeleti részében található és a megye legkeletibb települése.

## Fekvése
A települést északról és keletről a Mohawk folyó határolja, melynek túlpartján Saratoga megye található. Délről az Albany megyei Colonie település, míg nyugatról Schenectady város a szomszédos helység. A város mellett található a Goat Island, mely a Mohawk folyó egyik szigete és vízlépcsője. A vízlépcsőt Lock 7-nek hívják, melynek környéke a helyiek körében népszerű pihenőhely.

## Népesség

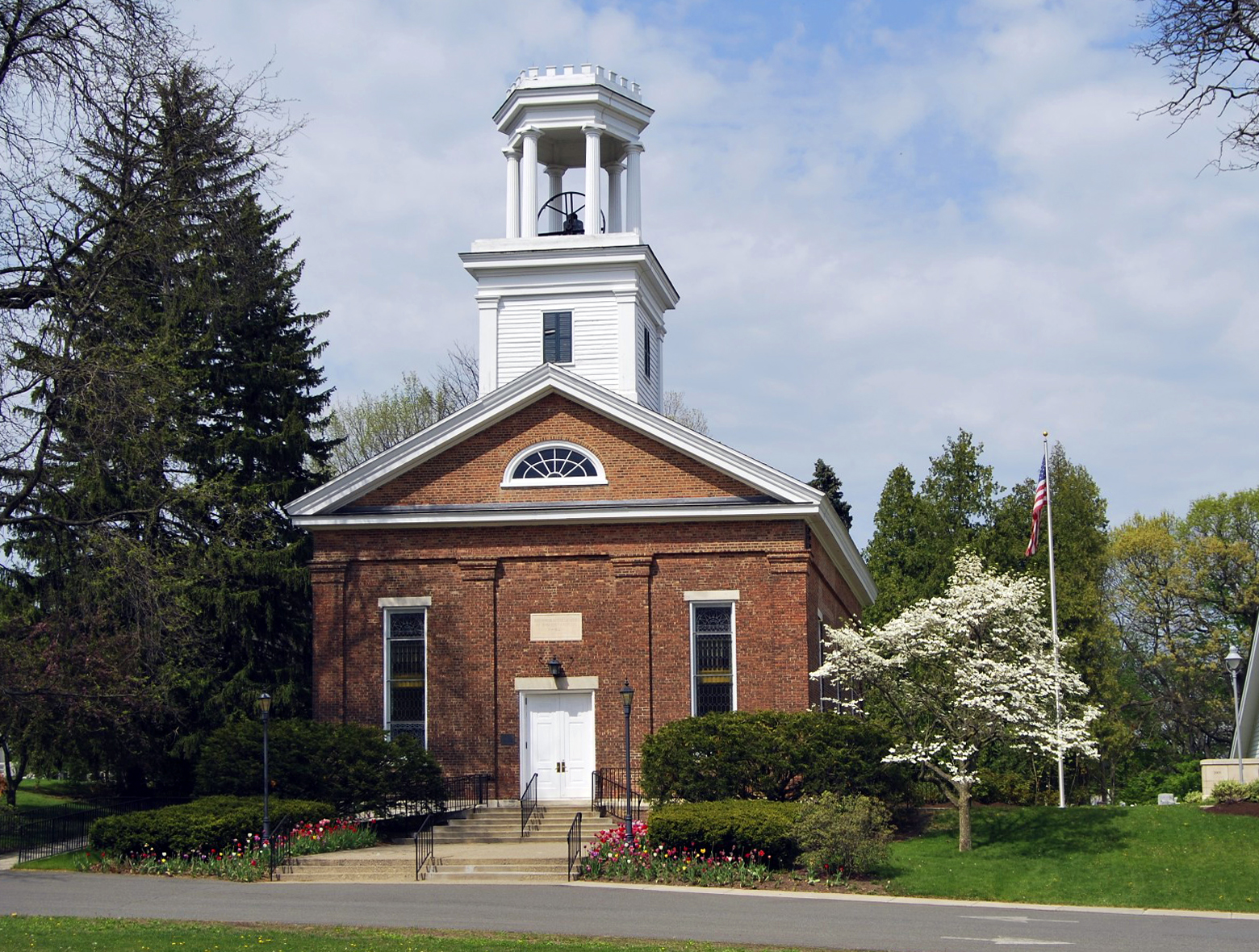
Református templom

A 2010-es népszámlálás alapján 21.781 fő él a településen. 2010-ben a lakosság 90,7%-a fehér, 6%-a ázsiai, 1,6%-a afroamerikai és 1,6%-a az egyéb rasszba tartozott. 
A település népességének változása:

| 2010 | 21 781 |
| 2020 | 23 278 |

## Gazdaság
A településen található a General Electric globális kutatás-fejlesztési központja, melyet 1900-ban alapítottak, valamint a Knolls Atomenergiai Laboratórium. Ezen létesítményeknek köszönhetően a település lakói rendelkeznek a legmagasabb egy főre jutó jövedelemmel a régióban. Sok lakos a közeli Albany városában dolgozik, mely körülbelül 30 kilométerre van.

## Híres személyek
- Itt élt és kutatott Ivar Giaever norvég-amerikai fizikai Nobel-díjas fizikus.
- Itt született Jason Bittner (*1970) amerikai metaldobos, az Overkill és a Flotsam and Jetsam jelenlegi, a Shadows Fall és a Stigmata korábbi tagja
- Itt született Brian Chesky (*1981) az Airbnb társalapítója